# Episodi de Le sorelle McLeod (quarta stagione)
La quarta stagione della serie televisiva Le sorelle McLeod è stata trasmessa in prima visione in Australia da Nine Network nel 2004. 
In Italia è stata trasmessa in prima visione in chiaro da Rai 1 e sul satellite da Hallmark Channel.
| nº | Titolo originale          | Titolo italiano                | Prima TV USA | Prima TV Italia |
| -- | ------------------------- | ------------------------------ | ------------ | --------------- |
| 1  | Out of the Ashes          | Rinascita dalle ceneri         |              |                 |
| 2  | Double Dealing            | Doppia scommessa               |              |                 |
| 3  | Jack of all Shades        | Il misterioso Jack             |              |                 |
| 4  | Day of Reckoning          | La resa dei conti              |              |                 |
| 5  | Great Expectations        | Grandi aspettative             |              |                 |
| 6  | Game of Chance            | Il gioco delle possibilità     |              |                 |
| 7  | When Sparks Fly           | Scintille                      |              |                 |
| 8  | Show of Love              | Il ritorno del primo amore     |              |                 |
| 9  | Father's Day              | Arriva il papà                 |              |                 |
| 10 | Flesh and Blood           | Legami di sangue               |              |                 |
| 11 | Fool For Love             | Follie d'amore                 |              |                 |
| 12 | Make or Break             | Indecisione                    |              |                 |
| 13 | Second Chance             | Seconda chance                 |              |                 |
| 14 | Call Me Kate              | Chiamatemi Kate                |              |                 |
| 15 | Desperate and Dateless    | Sole e disperate               |              |                 |
| 16 | Magnetic Attraction       | Attrazione magnetica           |              |                 |
| 17 | Every Breath You Take     | Il corso di rodeo              |              |                 |
| 18 | My Brother's Keeper       | Il nuovo inquilino             |              |                 |
| 19 | Saturn Return             | Il ritorno di Saturno          |              |                 |
| 20 | Friendly Fire             | Amichevole rivalità            |              |                 |
| 21 | Secrets and Lies          | Segreti e bugie                |              |                 |
| 22 | For Love or Money         | Per amore o per denaro         |              |                 |
| 23 | Dangerous Waters          | Acque pericolose               |              |                 |
| 24 | Where There's Fire        | Incendi sospetti               |              |                 |
| 25 | Trembling on the Brink    | Paure dell'ultimo momento      |              |                 |
| 26 | This Moment Forward       | Da questo momenti in avanti    |              |                 |
| 27 | Something To Prove        | Qualcosa da dimostrare         |              |                 |
| 28 | My House Is Your House    | La mia casa è la tua casa      |              |                 |
| 29 | A McLeod Daughter         | Un'altra McLeod                |              |                 |
| 30 | The things we do for love | Le cose che si fanno per amore |              |                 |
| 31 | Love, interrupted         | Crisi                          |              |                 |
| 32 | Twice Bitten              | Doppia ferita                  |              |                 |